# Lukas Dunner
Lukas Dunner (Viena, 12 de março de 2002) é um automobilista austríaco.

## Carreira

### Campeonato de Fórmula 3 da FIA
Em 24 de fevereiro de 2020, foi anunciado que Dunner foi contratado pela equipe MP Motorsport para a disputa da temporada de 2020 do Campeonato de Fórmula 3 da FIA.